# 브라더스 인 암스: 언드 인 블러드
브라더스 인 암스: 언드 인 블러드(Brothers in Arms: Earned in Blood, 이하 BiA: EiB)는 기어박스의 브라더스 인 암스 시리즈의 두 번째 작품이다. 2005년 10월 4일에 PC와 엑스박스에, 10월 26일에 플레이스테이션 2로 출시했다. 대한민국에서는 11월 24일 전작 브라더스 인 암스: 로드 투 힐 30과 함께 합본으로 출시하였다.

## 줄거리
매튜 베이커 병장의 3분대의 사격조장이었던 조 "레드" 하트삭이 노르망디에 강하한 D-데이로부터 15일이 되는 잔비가 내리는 날에, 공수부대원들을 취재하고 있던 S.L.A.마샬 대령과의 면담에서 자신이 겪어온 일들을 회상해 나가는 과정을 그린다. 이야기는 세 부분으로 나뉜다.
첫 번째는 노르망디에 강하하여 베이커의 분대에 합류하기 전까지의 이야기, 두 번째는 2분대장으로서 카랑탕의 점령과 방어, 그리고 바웁테 시(Baupte)에서의 82 공수 사단과 101 공수 사단의 진격을, 마지막으로 베이커의 지휘 아래에서 생 소뵈르(St. Sauveur)에서의 전투의 세 번째이다.
조 "레드" 하트삭은 2분대의 일부(프랭클린 패드독 상병(Cpl. Franklin Paddock), 딘 "프라이아" 윈첼 이병(Pvt. Dean "Friar" Winchell) 제임스 마쉬 일병(Pfc. James Marsh)의 강습조)와 1분대의 일부(제이콥 캠벨 상병(Cpl. Jacob Campbell), 윌 페이지 일병(Pfc. Will Paige), 데릭 맥코넬 이병(Pvt. Derrick McConnel)의 사격조)를 이끌고, 82 공수 사단의 훗날 병장으로 진급하는 시무스 도일 상병(Cpl. Seamus Doyle)과 병행하여 진격해나가게 된다.

## 평가
| 평론 점수 평론사 점수 PC PS2 엑스박스 에지 8/10 [ 1 ] N/A 8/10 [ 1 ] EGM N/A 8.33/10 [ 2 ] 8.33/10 [ 2 ] 유로게이머 8/10 [ 3 ] N/A N/A 게임 인포머 N/A N/A 8/10 [ 4 ] 게임 레볼루션 B+ [ 5 ] N/A B+ [ 5 ] 게임프로 N/A [ 6 ] N/A 게임스팟 8.7/10 [ 7 ] 6.8/10 [ 8 ] 8.7/10 [ 9 ] 게임스파이 [ 10 ] [ 11 ] [ 12 ] 게임트레일러스 8.9/10 [ 13 ] 8.9/10 [ 13 ] 8.9/10 [ 13 ] 게임존 N/A N/A 8.9/10 [ 14 ] IGN 8.8/10 [ 15 ] 5/10 [ 16 ] 8.2/10 [ 17 ] OPM (US) N/A [ 18 ] N/A OXM (US) N/A N/A 9.6/10 [ 19 ] PC 게이머 (US) 87% [ 20 ] N/A N/A The Sydney Morning Herald [ 21 ] [ 21 ] [ 21 ] The Times [ 22 ] [ 22 ] [ 22 ] 통합 점수 메타크리틱 84/100 [ 23 ] 71/100 [ 24 ] 85/100 [ 25 ] |        |         |          |
| 평론 점수 |        |         |          |
| 평론사 | 점수   | 점수    | 점수     |
| 평론사 | PC     | PS2     | 엑스박스 |
| 에지 | 8/10   | N/A     | 8/10     |
| EGM | N/A    | 8.33/10 | 8.33/10  |
| 유로게이머 | 8/10   | N/A     | N/A      |
| 게임 인포머 | N/A    | N/A     | 8/10     |
| 게임 레볼루션 | B+     | N/A     | B+       |
| 게임프로 | N/A    | [ 6 ]   | N/A      |
| 게임스팟 | 8.7/10 | 6.8/10  | 8.7/10   |
| 게임스파이 | [ 10 ] | [ 11 ]  | [ 12 ]   |
| 게임트레일러스 | 8.9/10 | 8.9/10  | 8.9/10   |
| 게임존 | N/A    | N/A     | 8.9/10   |
| IGN | 8.8/10 | 5/10    | 8.2/10   |
| OPM (US) | N/A    | [ 18 ]  | N/A      |
| OXM (US) | N/A    | N/A     | 9.6/10   |
| PC 게이머 (US) | 87%    | N/A     | N/A      |
| The Sydney Morning Herald | [ 21 ] | [ 21 ]  | [ 21 ]   |
| The Times | [ 22 ] | [ 22 ]  | [ 22 ]   |
| 통합 점수 |        |         |          |
| 메타크리틱 | 84/100 | 71/100  | 85/100   |

## 같이 보기
- 제2차 세계 대전
- 노르망디 상륙작전
- S.L.A. 마샬
- 미국 82 공수 사단
- 미국 101 공수 사단 502 공수 보병 연대